# Маурісіу Боржес
Маурісіу Боржес (порт. Maurício Borges Almeida Silva, нар. 4 лютого 1989, Масейо, Бразилія) — бразильський волейболіст, олімпійський чемпіон 2016 року.
Анонсований у 2014 році перехід Маурісіу до складу новоуренгойського «Факела» (клуб базувався в Москві, до Нового Уренгою тільки літав на матчі) не відбувся, у тому числі і з фінансових причин

## Виступи на Олімпіадах
| Олімпіада           | Дисципліна | Місце |
| ------------------- | ---------- | ----- |
| Ріо-де-Жанейро 2016 | волейбол   | 1     |